# Britische Unterhauswahl 1885
- Liberals: 319
- Sonst.: 18
- HRL: 86
- Cons.: 247

Die Unterhauswahl im Vereinigten Königreich im Jahr 1885 fand vom 24. November bis zum 18. Dezember 1885 statt. Dies war die erste Parlamentswahl nach der Erweiterung des Wahlrechts (Representation of the People Act 1884) und der neuen Wahlkreisordnung von 1885 (Redistribution Act).

## Geändertes Wahlrecht
Im Jahr 1884 verabschiedete das Parlament den Representation of the People Act 1884, der ein einheitliches Wahlrecht im ganzen Land herstellte. Insbesondere wurde das Wahlrecht in den Grafschaften (counties) an das 1867 eingeführte Wahlrecht für Hausbesitzer und Mieter in den Stadtgemeinden (boroughs) angeglichen. Von nun an waren grundsätzlich alle männlichen Haushaltsvorstände wahlberechtigt. Durch die Wahlrechtsreform erhielten etwa 2 Millionen Personen zusätzlich das Wahlrecht, womit etwa 60 % aller erwachsenen Männer wahlberechtigt waren. Damit konnte zum ersten Mal die Mehrheit der erwachsenen Männer abstimmen, und nicht zuletzt hatten auch die Landarbeiter das Wahlrecht erhalten.
Ein Jahr später trat der Redistribution of Seats Act 1885 in Kraft, der die Wahlkreisgrenzen neu ordnete. Die Zahl der Wahlkreise erhöhte sich von 416 auf 643 und die Zahl der zu wählenden Abgeordneten von 658 auf 670. Die allermeisten Wahlkreise entsandten fortan nicht mehr zwei, sondern ein einziges Mitglied ins Parlament. Nur die City of London, 20 Mittelstädte und die Universitätswahlkreise Cambridge, Dublin und Oxford wurden weiterhin durch zwei Abgeordnete vertreten. Damit wurde eines der Ziele des Chartismus erreicht, nämlich die unmittelbare Rechenschaftspflicht eines einzelnen Abgeordneten gegenüber dem einzelnen Wähler.

## Sozialdemokratische Föderation
An den Wahlen von 1885 nahm zum ersten Mal eine sozialistische Partei teil: die Sozialdemokratische Föderation unter der Führung von Henry Hyndman stellte drei Kandidaten auf.

## Wahlmodus
Gewählt wurden 670 Abgeordnete. Insgesamt stellten sich 1338 Kandidaten zur Wahl, davon 43 ohne Gegenkandidaten. 456 Abgeordnete wurden in England, 101 in Irland, 70 in Schottland und 34 in Wales gewählt. Neun Abgeordnete wurden durch Universitätsangehörige gewählt.

## Ergebnisse

Ergebnisse in den Wahlkreisen. In den einzelnen Wahlkreisen konnten zwischen einem und vier Kandidaten gewählt werden. Die Farben zeigen die Parteizugehörigkeit des jeweiligen Wahlkreisgewinners. Schraffiert sind Wahlkreise mit Gewinnern aus verschiedenen Parteien.

Im Ergebnis verloren die Liberalen unter Gladstone deutlich an Stimmen und auch an Sitzen und büßten damit die absolute Mehrheit im Unterhaus ein. Die Konservativen gewannen an Stimmen und Mandaten hinzu, verfehlten aber ebenfalls die absolute Mandatsmehrheit. Die 1882 von Charles Stewart Parnell gegründete Irish Parliamentary Party legte im Vergleich zur früheren Home Rule League deutlich zu und gewann mehr als vier Fünftel der irischen Parlamentssitze.

### Gesamtergebnis
| Partei | Partei                    | Kandidaten | Kandidaten           | Stimmen   | Stimmen | Stimmen | Sitze  | Sitze |
| Partei | Partei                    | Gesamt     | ohne Gegen- kandidat | Anzahl    | %       | +/−     | Anzahl | +/−   |
| ------ | ------------------------- | ---------- | -------------------- | --------- | ------- | ------- | ------ | ----- |
|        | Liberal Party             | 572        | 14                   | 2.199.998 | 47,4    | −8,0    | 319    | −33   |
|        | Conservative Party        | 602        | 10                   | 2.020.927 | 43,5    | +1,5    | 249    | +12   |
|        | Irish Parliamentary Party | 94         | 19                   | 310.608   | 6,9     | +4,3    | 86     | +23   |
|        | Sonstige                  | 70         | 0                    | 106.702   | 2,2     | +2,2    | 16     | +16   |
|        | Gesamt                    | 1338       | 43                   | 4.638.235 | 100,0   | –       | 670    | +18   |

Unter den 16 als „Sonstige“ gezählten gewählten Abgeordneten befanden sich 11 unabhängige Liberale, ein unabhängiger Liberaler/Labour-Abgeordneter, sowie vier unabhängige Liberale/Abgeordnete der Crofters Party.

### Landesteile und Universitäten
| Partei        | Partei                    | Kandidaten | Kandidaten           | Stimmen   | Stimmen | Stimmen | Sitze   | Sitze   |
| Partei        | Partei                    | Gesamt     | ohne Gegen- kandidat | Anzahl    | %       | +/−     | Anzahl  | +/−     |
| England       | England                   | England    | England              | England   | England | England | England | England |
| ------------- | ------------------------- | ---------- | -------------------- | --------- | ------- | ------- | ------- | ------- |
|               | Liberal Party             | 452        | 4                    | 1.809.665 | 51,4    | −4,8    | 238     | −16     |
|               | Conservative Party        | 440        | 1                    | 1.675.757 | 47,5    | +3,8    | 213     | +16     |
|               | Irish Parliamentary Party | 2          | 0                    | 3.489     | 0,1     | +0,1    | 1       | +1      |
|               | Sonstige                  | 26         | 0                    | 40.990    | 1,0     | +0,9    | 4       | +4      |
|               | Gesamt                    | 920        | 5                    | 3.529.901 | 100,0   | –       | 456     | +5      |
| Wales         |                           |            |                      |           |         |         |         |         |
|               | Liberal Party             | 34         | 4                    | 119.231   | 58,3    | −0,5    | 29      | ±0      |
|               | Conservative Party        | 29         | 0                    | 79.690    | 38,9    | −2,4    | 4       | ±0      |
|               | Sonstige                  | 2          | 0                    | 5.766     | 2,8     | +2,8    | 1       | +1      |
|               | Gesamt                    | 65         | 4                    | 204.687   | 100,0   | –       | 34      | +1      |
| Schottland    |                           |            |                      |           |         |         |         |         |
|               | Liberal Party             | 70         | 5                    | 238.627   | 53,3    | −16,8   | 51      | −1      |
|               | Conservative Party        | 55         | 0                    | 151.137   | 34,3    | +4,4    | 8       | +2      |
|               | Sonstige                  | 32         | 0                    | 57.124    | 12,4    | +12,4   | 11      | +11     |
|               | Gesamt                    | 157        | 5                    | 446.888   | 100,0   | –       | 70      | +12     |
| Irland        |                           |            |                      |           |         |         |         |         |
|               | Liberal Party             | 14         | 0                    | 30.022    | 6,8     | −15,9   | 0       | −15     |
|               | Conservative Party        | 70         | 2                    | 111.503   | 24,8    | +15,0   | 16      | −7      |
|               | Irish Parliamentary Party | 92         | 19                   | 307.119   | 67,8    | +30,3   | 85      | +22     |
|               | Sonstige                  | 10         | 0                    | 2.822     | 0,6     | +0,6    | 0       | ±0      |
|               | Gesamt                    | 186        | 21                   | 451.466   | 100,0   | –       | 101     | ±0      |
| Universitäten |                           |            |                      |           |         |         |         |         |
|               | Liberal Party             | 2          | 1                    | 2.453     | 46,3    | −4,5    | 1       | −1      |
|               | Conservative Party        | 8          | 7                    | 2.840     | 53,7    | +4,5    | 8       | +1      |
|               | Gesamt                    | 10         | 8                    | 5.293     | 100,0   | –       | 9       | ±0      |

1. 1 2 3 4  Die Ergebnisse sind mit denen der Home Rule League bei der Wahl 1880 verglichen

## Weitere Entwicklung
Die Liberalen unter Führung von William Ewart Gladstone gewannen die meisten Sitze, aber nicht die Gesamtmehrheit. Da die irischen Nationalisten das Machtgleichgewicht zwischen ihnen und den Konservativen hielten, die mit einer wachsenden Zahl verbündeter unionistischer Abgeordneter zusammensaßen (gemeint ist die Union von Großbritannien und Irland), verschärfte dies die Spaltung innerhalb der Liberalen über die Frage der irischen Selbstverwaltung und führte zu einer weiteren Parlamentswahl im folgenden Jahr.